# Kuchelmiß
Kuchelmiß ist eine Gemeinde im Süden des Landkreises Rostock in Mecklenburg-Vorpommern (Deutschland). Die Gemeinde wird vom Amt Krakow am See mit Sitz in der Stadt Krakow am See verwaltet.

## Geografie

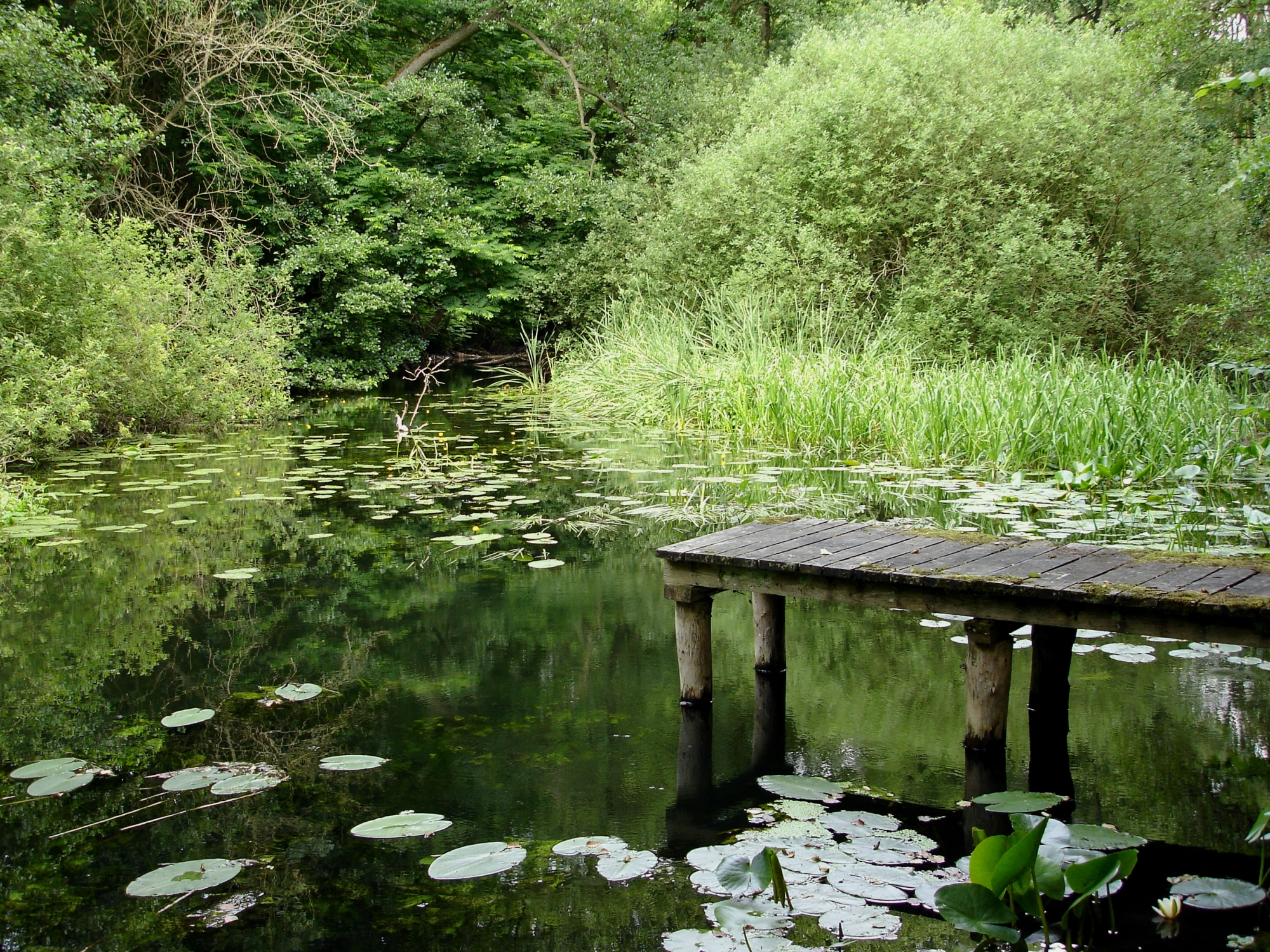
Nebeldurchbruchstal bei Kuchelmiß (2009)

Die Gemeinde Kuchelmiß liegt zwischen der Kreisstadt Güstrow und Krakow am See. Das Gemeindegebiet am Nordufer des Krakower Sees wird vom Durchbruchstal der Nebel geteilt. Diese in Mecklenburg seltene Talform mit Abbruchkanten steht vollständig unter Naturschutz. Die Hügel östlich und westlich des Tales liegen zum Teil 40 Meter über der Nebel. Im Südosten des Gemeindegebietes im Waldgebiet Großes Holz, von dem eine Teilfläche ebenfalls als Naturschutzgebiet ausgewiesen ist, erreichen die Anhöhen mit dem Rauhen Berg und dem Schwieneger Berg 95,5 m ü. NHN. Zu den Seen innerhalb der Gemarkung zählen der nordöstliche Teil des Krakower Sees, der Serrahner See, der Kuchelmißer See, der Ahrenshäger See und der Wilsener See.
Das Relief um Kuchelmiß ist während der letzten Eiszeit entstanden. Dabei lag der Eisrand nördlich des Krakower Sees und hinterließ nach dem Abtauen die Endmoräne. Sie hat ein hügelig-kuppiges Relief und ist durch wechselnde Bodenarten auf kleinsten Raum sowie Steinstreuungen und große Blöcke gekennzeichnet. Das Schmelzwasser floss zuerst nach Südwesten und hinterließ Rinnen. Später, vor etwa 10.000 Jahren, floss das Wasser nach Norden ab und hat sich dabei in die Endmoräne eingegraben und das Nebeldurchbruchstal geformt.
Umgeben wird Kuchelmiß von den Nachbargemeinden Lalendorf im Nordosten, Vollrathsruhe im Südosten, Dobbin-Linstow im Süden, Krakow am See im Westen sowie Hoppenrade im Nordwesten.
Zu Kuchelmiß gehören die Ortsteile Ahrenshagen, Hinzenhagen, Serrahn, Seegrube und Wilsen.

## Geschichte
Ahrenshagen wurde erstmals 1295 urkundlich erwähnt. Es wurde als Adlersgarten von niedersächsischen Siedlern gegründet. Das klassizistische Gutshaus stammt von 1817.
Kuchelmiß, früher auch Kuchelmitze geschrieben: Lange Gutsbesitz der Familie von Hahn (1366–1896), u. a. Friedrich Graf von Hahn. Sein Sohn Max verkaufte 1896 an Prinz Albert von Sachsen-Altenburg, dessen Töchter Olga Elisabeth und Maria es bis 1938 besaßen. Wohnsitz der Hahn und Sachsen-Altenburg war zuletzt das Gutshaus Serrahn. Das sanierte Kuchelmisser Gutshaus, ein zweigeschossiger Fachwerkbau, stammt aus dem 17./18. Jahrhundert. Am 1. Juli 1950 wurde die bisher eigenständige Gemeinde Hinzenhagen eingegliedert.
Serrahn wird 1296 als ceran und 1517 als Serran erwähnt. Der Name ist slawischen Ursprungs und bedeutet so viel wie Aalfang.

## Politik

### Wappen
Das Wappen wurde am 18. Februar 1999 durch das Innenministerium genehmigt und unter der Nr. 182 der Wappenrolle von Mecklenburg-Vorpommern registriert.
Blasonierung: „In Rot unter einem sechsblättrigen silbernen Buchenzweig ein aus zwei Tragsteinen und einem Deckstein bestehendes silbernes Steingrab.“
Das Wappen wurde von dem Schweriner Heraldiker Heinz Kippnick gestaltet.

### Flagge
Die Flagge der Gemeinde Kuchelmiß ist quer zur Längsachse des Flaggentuchs von Rot, Silber (Weiß) und Rot gestreift. Die roten Streifen nehmen jeweils ein Viertel, der silberne (weiße) Streifen nimmt die Hälfte der Länge des Flaggentuchs ein. In der Mitte des silbernen (weißen) Streifens liegt das Gemeindewappen, das zwei Drittel der Höhe und ein Drittel und Länge des Flaggentuchs einnimmt. Die Länge des Flaggentuchs verhält sich zur Höhe wie 5:3.

## Sehenswürdigkeiten

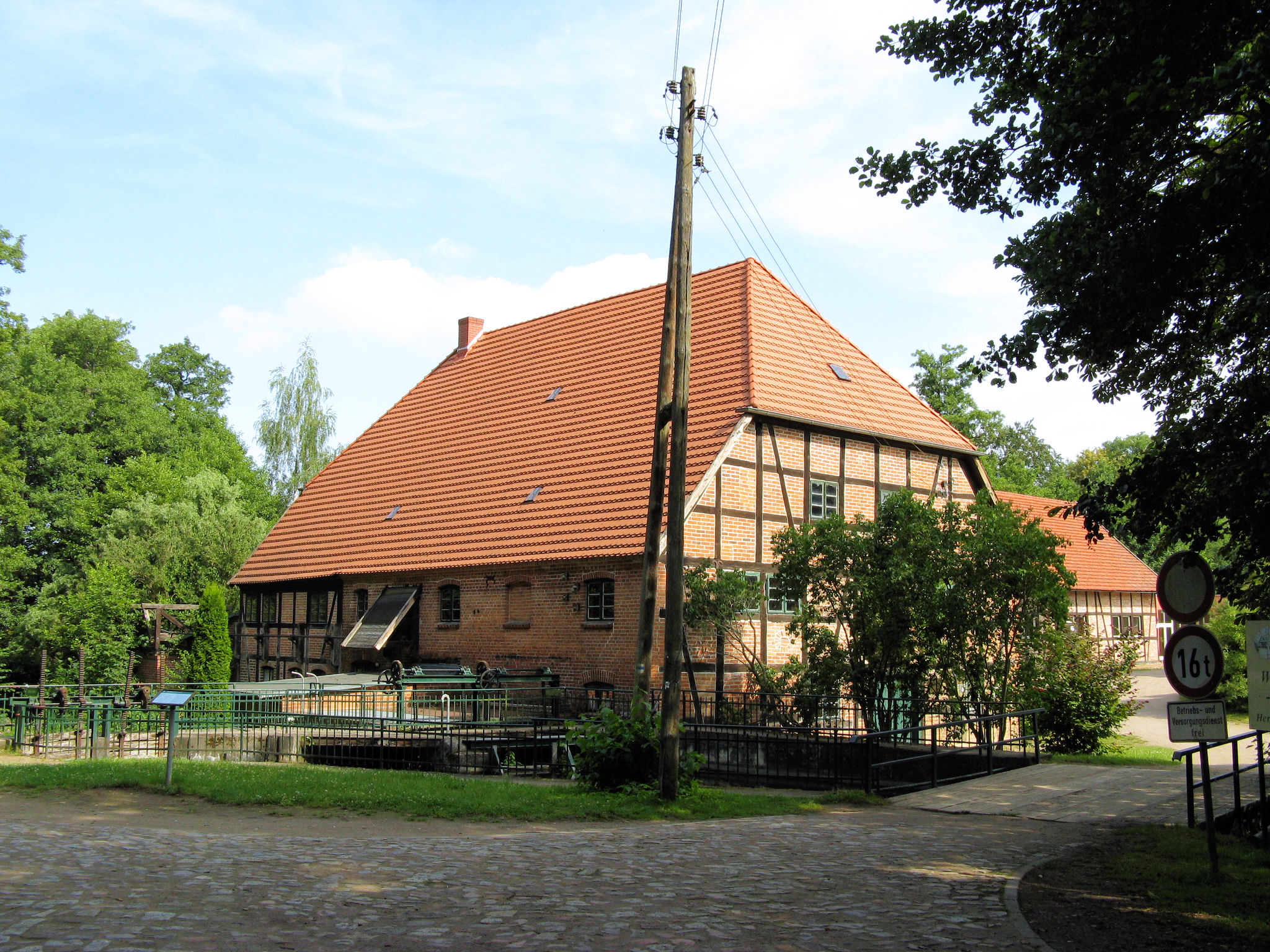
Wassermühle an der Nebel (2009)

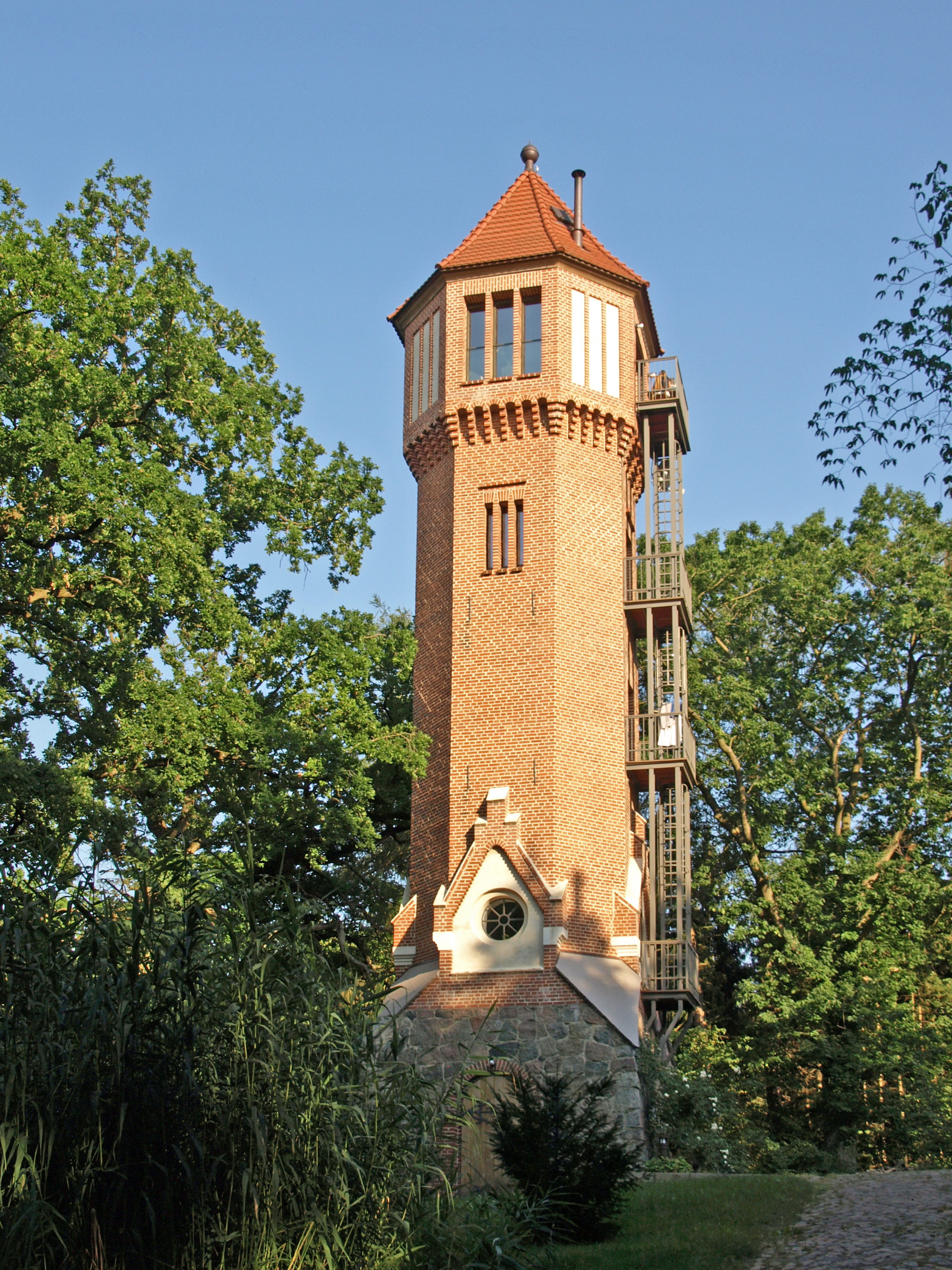
Wasserturm (2015)

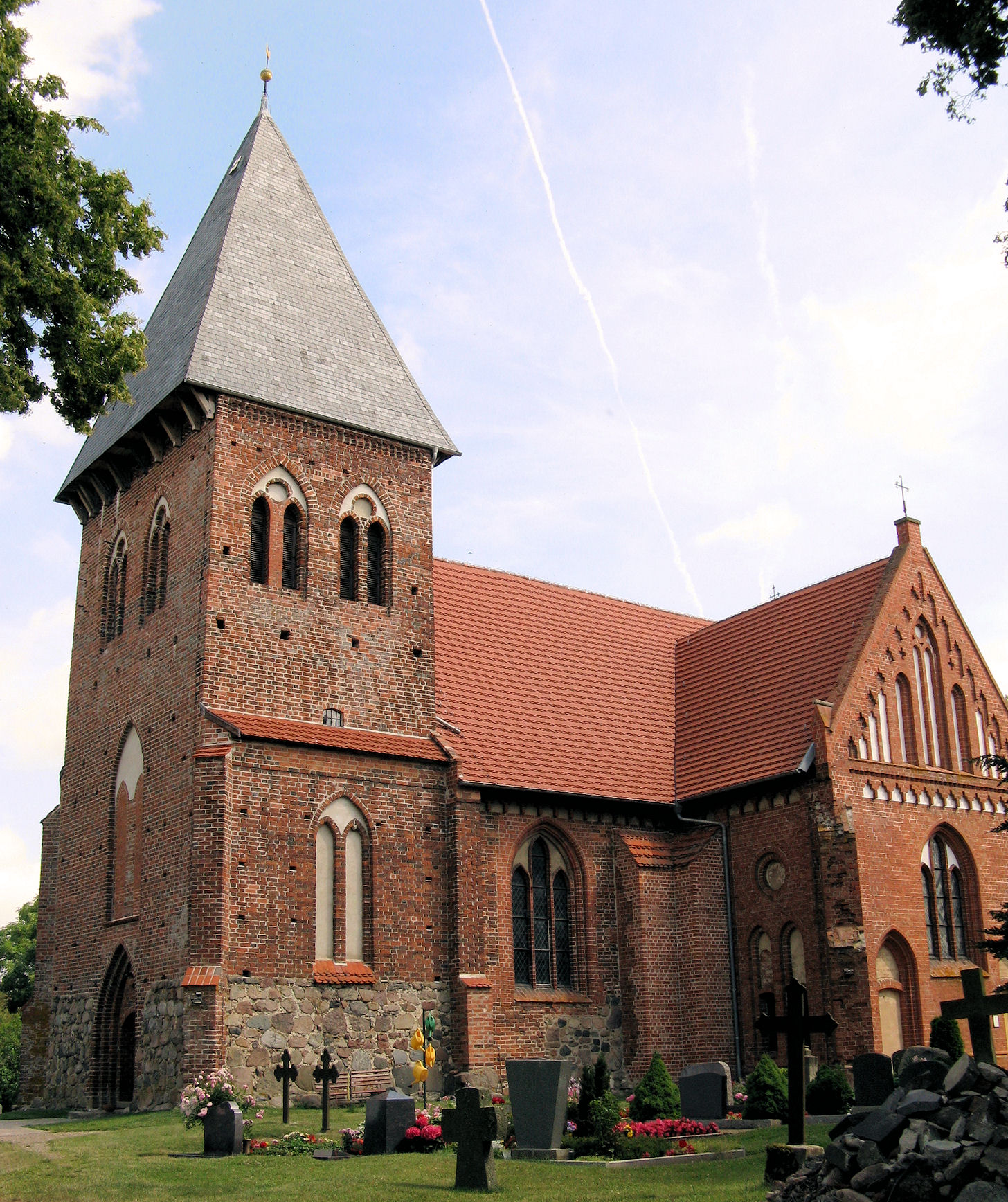
Kirche in Serrahn (2009)

Zwischen Serrahn und Kuchelmiß ist ein Teil des Durchbruchstals der Nebel für den Tourismus erschlossen. Der Fluss hat hier den Charakter eines Gebirgsbaches mit Geröllstrecken, Gesteinsbrocken, umgestürzten Bäumen und steilen Ufern. Auf einer Länge von vier Kilometern hat sie ein Gefälle von 14 Metern.
Im Nebeldurchbruchstal bei Kuchelmiß befindet sich eine alte Wassermühle von 1558. Neu errichtet wurde sie nach einem Sturmschaden 1751. Das Wasserrad wurde schon 1866 durch eine Turbine ersetzt, das gesamte Mahlwerk wurde Jahre später nochmals erneuert und 1911 mit neuem Mühlenzubehör ausgestattet. Seit 1980 wurde die Mühle als Technisches Denkmal der Gemeinde umfassend restauriert und bietet in drei Stockwerken die Vorstellung über die Umwandlung des Getreidekorns in Schrot und Mehl. Die ehemalige Müllerwohnung wurde mit vielen Einrichtungsgegenständen der alten Müllersfamilie wiederhergestellt. Gesellenkammer, mühlentechnische Anlagen und die Funktionsräume wie Sackkammer, Werkstatt und Generatorenraum sind auch zu besichtigen. Nahe der Mühle befindet sich der Wasserturm, der das Schloss, die Mühle und den Marstall mit Trinkwasser versorgte. Das Wasser wurde von der Nebel in den Turm gepumpt und gespeichert. Der Turm kann nur von außen besichtigt werden, Teile der Wasserleitung und der Pumpe sind noch erhalten. Ebenfalls auf der Mühleninsel befindet sich eine kürzlich restaurierte Mühlenscheune, die für Feiern und als Begegnungsstätte genutzt wird. Eine neu angelegte Fischtreppe sowie ein neuer steinerner Brotofen befinden sich ebenfalls auf dem Gelände.
Sehenswert sind der Dolmen von Wilsen, der Großdolmen von Serrahn und die für 1240 beurkundete Kirche im Ortsteil Serrahn. Das Gutshaus in Kuchelmiß (seit dem 14. Jahrhundert im Besitz der Familie von Hahn), dessen Fachwerk aus dem Jahr 1650 stammt, ist bis heute erhalten. Als Ersatz für das Gutshaus erbauten sich die Grafen Hahn im 19. Jahrhundert ein neues Haus in Serrahn. Das zweigeschossige Herrenhaus von 1866 in U-Form mit Mansarddach wurde in den 1950er Jahren abgerissen und das Gut aufgesiedelt. Der Kunsthistoriker Udo von Alvensleben notierte 1938 in sein Tagebuch: „Schließlich steht dicht vor Kuchelmiß im Wald die verödete Prachtvilla im Stil eines Geldprotzen des zweiten französischen Kaiserreichs (das Gutshaus Serrahn). An diesem elenden Ding haben sich die Urbesitzer, die Hahn auf Kuchelmiß, denen das anständige, alte, noch stehende Haus (das Gutshaus Kuchelmiß) und sein Name nicht fein genug waren, kaputt gebaut.“ Graf Max Hahn (1838–1903), Sohn des Grafen Friedrich Hahn auf Basedow, verkaufte 1896 die Besitzungen Kuchelmiß, Serrahn, Wilsen, Wilser Hütte und Hinzenhagen an den Prinzen Albert von Sachsen-Altenburg; das Revier galt als eine der besten Rotwildjagden.
→ Siehe auch Liste der Baudenkmale in Kuchelmiß

## Verkehrsanbindung
Durch das Gemeindegebiet führt die Bundesautobahn 19 (Rostock–Berlin). Über die die Anschlussstelle 14 (Krakow am See) kreuzende Landesstraße L11 sind alle Ortsteile der Gemeinde in wenigen Minuten erreichbar. Mit einer Buslinie, die zweimal täglich zwischen Kuchelmiß, Krakow am See und Güstrow verkehrt, ist die Gemeinde an das Netz des Öffentlichen Personennahverkehrs angeschlossen. Vom benachbarten Langhagen an der Bahnstrecke Neustrelitz–Warnemünde verkehrt der Regionalexpress 5 der DB Regio zweistündlich in Richtung Berlin und Rostock, in Krakow am See Linienbusverbindungen nach Meyenburg und Güstrow.

## Persönlichkeiten
- Horst Beseler (1925–2020) und Edith Rimkus-Beseler (1926–2016) lebten seit 1952 auf einem ehemaligen Bauernhof in Hinzenhagen